# Villar del Ala
Villar del Ala es una localidad y también un municipio de la provincia de Soria, 
partido judicial de Soria, comunidad autónoma de Castilla y León, España. Pueblo de la comarca de El Valle y La Vega Cintora.
Desde el punto de vista jerárquico de la Iglesia católica forma parte de la diócesis de Osma la cual, a su vez, pertenece a la archidiócesis de Burgos.

## Geografía

Término municipal

Está a 1 km de Aldehuela del Rincón y a 3 de Rollamienta. Los pueblos más grandes de la zona son Sotillo del Rincón y Valdeavellano de Tera.
En su término se ubica el despoblado de Azapiedra, propiedad de los duques de Fernán Núñez.
En su término e incluidos en la Red Natura 2000 los siguientes lugares:
- Lugar de Interés Comunitario conocido como Riberas del Río Duero y afluentes, ocupando 10 hectáreas, el 1 % de su término.[1]
- Lugar de Interés Comunitario conocido como Sierras de Urbión y Cebollera ocupando 594 hectáreas, el 51% de su término.[2]
- Zona Especial Protección de Aves conocida como Sierra de Urbión ocupando 136 hectáreas, el 12% de su término.[3]

## Historia
El Censo de Pecheros de 1528, en el que no se contaban eclesiásticos, hidalgos y nobles, registraba la existencia 18 pecheros, es decir unidades familiares que pagaban impuestos. En el documento original, la localidad figura como Villardellala.
A la caída del Antiguo Régimen la localidad se constituye en municipio constitucional, entonces conocido como Villar del Ala y Azapiedra en la región de Castilla la Vieja, partido de Soria que en el censo de 1842 contaba con 60 hogares y 232 vecinos.

## Geografía humana

### Demografía
Cuenta con una población de 50 habitantes (INE 2024).
| Gráfica de evolución demográfica de Villar del Ala entre 1842 y 2021 |
| |
| Población de derecho según los censos de población del INE Población de hecho según los censos de población del INEEn este censo se denominaba Villar del Ala y Azapiedra: 1842 |

## Monumentos y lugares de interés
Las partes más interesantes son la iglesia, la zona del frontón (que es a la vez la plaza central de este pueblo), la ermita de San Martín y las ruinas de Azapiedra (se va por el mismo sendero) y el cementerio, que tiene antiguos sepulcros algunos del siglo XVIII tardío.
Asimismo merece la pena subir a la sierra de Carcaña, desde donde existen unas buenas vistas del valle, así como de la zona del embalse de la Cuerda del Pozo.
- Las Escuelas, que antes era una escuela funcional pero ahora es una sala de reuniones.
- El Ayuntamiento.
- Azapiedra, que es una aldea despoblada donde antes convivían los vecinos de villar antes de trasladarse a este. Aún pueden contemplarse sus ruinas, se localiza en el mapa 1/50.000, hoja 317. En su día, las tierras y el molino, convertidos en coto redondo, fue de la propiedad de Rodrigo de Vera, señor de otros lugares sorianos, entre ellos Hinojosa de la Sierra. Después pasó a Jorge de Beteta - propietario de la torre de Doña Urraca, junto a la plaza Mayor de la capital soriana -; y más tarde pasaría a la propiedad de los condes-duques de Fernán Núñez.
El Concejo de Villar del Ala consiguió las rentas que debían pagarle a los señores y, en 1843, María del Pilar Osorio y de la Cueva, duquesa propietaria, permutó el pago en especies por una sola entrega en metálico. Las mujeres de Villar, agradecidas, cada año, el 8 de abril, enviaban a la duquesa las natas de parte de la abundante leche que producía esta comarca.
En 1912 se logró redimir el censo y el duque de Fernán Núñez lo permutó por diez mil pesetas. En época de Pascual Madoz todavía estaba poblado por 46 personas, dedicadas al pastoreo y a la emigración temporal a los molinos de aceite de Andalucía. Se accede a través de un camino forestal que se encuentra junto a la iglesia a poca distancia del pueblo y se visita el día de San Martín por todo el pueblo para celebrar lo que antes era la matanza del cerdo, en las antiguas escuelas, comiendo migas y caldereta elaboradada por Fernando Santacruz (Roque) para todos las personas que son o descienden de Villar del Ala.

## Cultura

### Fiestas
Las fiestas patronales y las de San Roque son en agosto (6 de agosto y el primer jueves después del puente del 15 de agosto) y las de San Martín el 11 de noviembre.